# Menno Meyjes
Menno Meyjes (Eindhoven, Países Bajos, 1954) es un guionista holandés. 
Se mudó a Estados Unidos en 1972, donde estudió en el Instituto de Artes de California, en San Francisco, donde conoció a George Kuchar, James Broughton, Larry Jordan. Fue nominado a varios premios por su guion para la película El color púrpura (1985), adaptada de la novela homónima de Alice Walker. En 1989 obtuvo reconocimiento por haber coescrito Indiana Jones y la última cruzada junto con George Lucas, así como por obtener un premio Goya por El sueño del mono loco.

## Filmografía
- El color púrpura (1985) (guion)
- Lionheart (1987)  (guion/historia)
- El imperio del Sol (1987) (no aparece en los créditos finales)
- Indiana Jones y la última cruzada (1989) (historia)
- El sueño del mono loco (1989) (guion)
- Ricochet (1991) (historia)
- The Siege (1998) (guion)
- Max (2002) (escritor y director)
- Manolete (2007) (escritor y director)
- Martian Child (2007) (director)

## Premios y nominaciones
Premios Óscar
| Año  | Categoría            | Película         | Resultado |
| ---- | -------------------- | ---------------- | --------- |
| 1986 | Mejor guion adaptado | El color púrpura | Nominado  |